# Траяна (вокална група)
Вокална група „Траяна“ е българска акапелна формация, създадена в Стара Загора от Кирил Тодоров (композитор, цигулар, дългогодишен концертмайстор на Операта на Стара Загора) през 1985 г.
Във вокална група „Траяна“ участват 6 певци:
- Мариана Влаева,
- Лиляна Дойчева,
- Надя Тончева,
- Асен Смирнов,
- Апостол Гурков,
- Трифон Лангазов.

Творчеството на групата е съчетание на поп, фолклор и джаз в многогласна хармония без музикален инструментен съпровод.
През 1989 г., след нови промени в състава, вече като квартет, певците от „Траяна“ започват работа като вокална група към БНР в София и развиват още своята звукозаписна дейност. Репертоарът им се разширява и обогатява с нови, оригинални обработки, направени от Надя Тончева. От този период са сътрудничествата им с композиторите Александър Йосифов, Вячеслав Кушев, Красимир Кюркчийски, и др.
Така групата присъства активно в музикалния живот и остава в историята на българската култура като единствената професионална акапелна формация от този вид.
Групата съществува в този си състав и вид до средата на 90-те години на миналия век. Възстановява дейността си по-късно.
| „                        | „Траяна“ беше една школа за мен. Школа по дисциплина, издръжливост и професионализъм. Това, което правехме, е много трудно, не всеки може да се справи с това, което ние правехме. И това, което най-вече ценя от „Траяна“, е развиването на ансамбловото чувство. Това, което ни липсва на нас българите. Да работим, да живеем в ансамбъл и да се получава хармонично пеене от това. А това е важно, много е важно. Да си хем „тухла в стената“, хем да се получава общата хармония. Говоря за музиката, но е така и в живота, и в обществото. Всеки един е важен“ | “ |
| Надя Тончева от „Траяна“ | |   |

Днес съществува „Траяна глас“ към Центъра за наука, култура и изкуство на Община Стара Загора с ръководител и вокален педагог Лиляна Дойчева от 1 януари 2015 година.

## Награди
Голямата награда на фестивала „Тракийска лира“ през 1985 г.